# Scherben (Film)
Scherben ist ein deutscher Spielfilm von Lupu Pick aus dem Jahre 1921. Der im expressionistischen Stil gespielte Film nach dem Drehbuch Carl Mayers gilt als der erste der deutschen Kammerspielfilme.

## Handlung
Es ist Winter. Die Familie eines Bahnwärters lebt ein eintöniges und ärmliches Leben neben einer Bahnstrecke. Ein Telegramm kündigt das Kommen eines Inspektors an, der auch bei der Familie wohnen will.
Kaum dass dieser eingetroffen ist, erliegt die Tochter des Bahnwärters seinen Verführungen. Die Mutter verschafft sich mit einer Axt Zugang zum verschlossenen Zimmer des Inspektors, nachdem sie durch Geräusche aufmerksam geworden ist, und entdeckt ihre Tochter. Schockiert sucht sie Trost im Glauben und läuft zu einem Kreuz mit Heiligenbild am Waldrand, wo sie betend erfriert. Der Bahnwärter bemerkt ihr Fehlen am nächsten Morgen, findet sie tot und ist gebrochen.
Die Tochter bittet den Inspektor inständig um ein Eheversprechen, doch er weist sie kalt ab. Sie erzählt ihrem Vater daraufhin das Vorgefallene. Höflich klopft er noch am Zimmer des Inspektors an, doch als dieser nicht zum Einlenken bereit ist, erwürgt er ihn.
Stoisch tut der Bahnwärter am nächsten Tag seinen Dienst. Er hält einen Zug an und gesteht dem Lokführer: „Ich bin ein Mörder!“. Die Tochter irrt verwirrt umherschauend durch die verschneite Gegend und sieht den Zug davonfahren.